# جيني بيرغرين
جيني بيرغرين (بالسويدية: Jenny Berggren)‏ هي كاتِبة وملحنة وكاتبة غنائية ومغنية وشاعرة سويدية، ولدت في 19 مايو 1972 في غوتنبرغ في السويد.

## وصلات خارجية
- الموقع الرسمي
- جيني بيرغرين على موقع IMDb (الإنجليزية)
- جيني بيرغرين على موقع ميوزك برينز (الإنجليزية)
- جيني بيرغرين على موقع قاعدة بيانات الأفلام السويدية (السويدية)
- جيني بيرغرين على موقع أول ميوزيك (الإنجليزية)
- جيني بيرغرين على موقع ديسكوغز (الإنجليزية)
- جيني بيرغرين على موقع قاعدة بيانات الفيلم (الإنجليزية)
- جيني بيرغرين على موقع كينوبويسك (الروسية)